# Elizabeth Hand
Elizabeth Hand (ur. 29 marca 1957 w San Diego) – amerykańska pisarka, autorka literatury science fiction i fantasy oraz horrorów.
W 1984 ukończyła studia licencjackie na Katolickim Uniwersytecie Ameryki. Otrzymała nagrody literackie: Nagrodę Jamesa Tiptree Jr. (za powieść Przebudzenie księżyca), Nagrodę Mythopoeic (także za Przebudzenie księżyca), dwukrotnie Shirley Jackson Award (za powieści Generation Loss oraz Wylding Hall), czterokrotnie nagrodę World Fantasy (za zbiór opowiadań Bibliomancy, powieść Illyria i nowele The Maiden Flight of McCauley’s Bellerophon oraz Ostatnie lato na Marsowym Wzgórzu), dwukrotnie Nebulę (za opowiadanie Echo i nowelę Ostatnie lato na Marsowym Wzgórzu) oraz również dwukrotnie International Horror Guild Award (za nowele Cleopatra Brimstone i Pavane for a Prince of the Air). Stworzyła adaptacje książkowe filmów i seriali telewizyjnych – Gwiezdne wojny, 12 małp, Millennium, Z Archiwum X: Pokonać przyszłość, Afera naszyjnikowa i Kobieta-Kot.

## Publikacje

### Powieści
seria Winterlong
1. Winterlong (1990; wydanie polskie Długa noc zimowa 2000)
2. Aestival Tide (1992)
3. Icarus Descending (1993)

- Waking the Moon (1994; wydanie polskie Przebudzenie księżyca 1998)
- 12 Monkeys (1995; adaptacja książkowa 12 małp)
- Glimmering (1997)
- The Frenchman (1997; wydanie polskie Francuz 1998)
- Fight the Future (wraz z Chrisem Carterem 1998; adaptacja książkowa Z Archiwum X: Pokonać przyszłość)
- Black Light (1999; wydanie polskie Czarne światło 2005)
- Anna and the King (1999; adaptacja książkowa Anny i Króla – wydanie polskie Anna i król: powieść 2000[3])
- The Affair of the Necklace (2001; adaptacja książkowa Afery naszyjnikowej)
- Maze of Deception (2003; adaptacja książkowa Gwiezdnych wojen)
- Hunted (2003; adaptacja książkowa Gwiezdnych wojen)
- A New Threat (2004; adaptacja książkowa Gwiezdnych wojen)
- Pursuit (2004; adaptacja książkowa Gwiezdnych wojen)
- Catwoman (2004; adaptacja książkowa Kobiety-Kota)
- Mortal Love (2004)

seria Illyria
1. Illyria (2006)
2. Radiant Days (2012)

- The Bride of Frankenstein (2007)

seria Cass Neary
1. Generation Loss (2007)
2. Available Dark (2012)
3. Hard Light (2016)

### Zbiory opowiadań
- Last Summer at Mars Hill (1998)
- Bibliomancy (2003)
- Saffron and Brimstone (2006)
- Errantry (2012)

### Opowiadania
- Prince of Flowers (1998)
- Jangletown (wraz z Paulem Witcoverem; 1990)
- The Bacchae (1991)
- The Have-Nots (1992)
- Engels Unaware (1992)
- In the Mouth of Athyr (1992 – wydanie polskie w czasopiśmie Kroki w nieznane: Almanach fantastyki 2005 W miesiącu athhyr)
- Lucifer Over Lancaster  (wraz z Paulem Witcoverem; 1993)
- The Darcy Bee (wraz z czworgiem innych autorów; 1998)
- The Girl With No Name (2003)
- Wonderwall (2004)
- The Poet and the Inkmaker’s Daughter (2004)
- Kronia (2005)
- Calypso in Berlin (2005)
- Echo (2005 – wydanie polskie w czasopiśmie Fantastyka / Nowa Fantastyka 2007 Echo)
- The Saffron Gatherers (2006 – wydanie polskie w antologii Wielka księga horroru 2010 Krokusy)
- Vignette (2007)
- Cruel Up North (2008)
- Hungerford Bridge (2009)
- Uncle Lou (2011)
- The Bad Graft (2014)

### Nowele
- The Boy in the Tree (1989)
- On the Town Route (1989)
- Snow on Sugar Mountain (1991)
- The Erl-King (1993)
- Justice (1993)
- Last Summer at Mars Hill (1994 – wydanie polskie w czasopiśmie SFinks 2002 Ostatnie lato na Marsowym Wzgórzu)
- Chip Crockett’s Christmas Carol (2000)
- Cleopatra Brimstone (2001)
- Pavane for a Prince of the Air (2002)
- The Least Trumps (2002)
- Errantry (2007)
- Winter’s Wife (2007 – wydanie polskie w czasopiśmie Fantastyka / Nowa Fantastyka 2009 Żona Zimy)
- The Return of the Fire Witch (2009 – wydanie polskie w antologii Pieśni Umierającej Ziemi 2011 Powrót wiedźmy ognia)
- The Far Shore (2009)
- The Maiden Flight of McCauley’s Bellerophon (2010)
- Near Zennor (2011)

### Eseje
- Some Impertient Remarks Toward the Modular Calculus, Part One (1988)
- Letter (Science Fiction Eye #5) (1989)
- Distant Fingers: Women Visionaries for the Fin-de-Millenaire (1991)
- Review of the nongenre book „RE/Search #13: Angry Women” edited by V. Vale and Andrea Juno (1992)
- Selected Miniatures (Science Fiction Eye #13) (1994)
- Seven Distant Views of Mount Asahi (1995)
- Keeping Up (1998)
- Never Mind the Bullocks, Here’s the Ever-Popular Adjudication Panel of the James M. Tiptree Jr. Memorial Award! (1998)
- Lucius Shepard (1999)
- Author’s Note (Black Light) (1999)
- Inside Out: On Henry Darger (2002)
- Introduction to „Prince of Flowers” (2003)
- Story Notes (Bibliomancy) (2003)
- Introduction (No Traveller Returns) (2004)
- Foreword (Parietal Games: Critical Writings by and on M. John Harrison) (2005)
- The Beckoning Fair Ones: Some Thoughts About Muses (2005)
- Afterword (Chip Crockett’s Christmas Carol) (2006)
- Author’s Note (Chip Crockett’s Christmas Carol) (2006)
- Afterword (Saffron and Brimstone) (2006)
- On „Echo” (2007)
- The Horror Sublime (2007)
- Introduction (The Land at the End of the Working Day) (2008)
- Introduction (Mr. Gaunt and Other Uneasy Encounters) (2008)
- Afterword (The Return of the Fire Witch) (2009)
- Introduction (Everland) (2009)
- Author’s Notes to This Revised Edition (Glimmering) (2012)
- Brittle Innings: Outfielders or Outsiders (2012)
- Introduction (Jagannath) (2012)
- Afterword (Ghosts Doing the Orange Dance: The Parke Family Scrapbook Number IV) (2013)
- Elizabeth Hand on Andy Duncan (2013)
- Introduction (The Drowning Girl) (2014)
- Introduction (Dawn Song) (2014)
- Best Books of 2014 (2015)
- Review of the nongenre novel „The Paying Guests” by Sarah Waters (2015)
- Review of the mainstream collection „Flying Home: Seven Stories of the Secret City” by David Nicholson (2015)

### Wiersze
- Dionysus Dendrites (1993)
- Up North (2008)